# Moorcroft (Wyoming)
Moorcroft é uma cidade  localizada no estado norte-americano de Wyoming, no Condado de Crook.

## Demografia
Segundo o censo norte-americano de 2000, a sua população era de 807 habitantes.
Em 2006, foi estimada uma população de 854, um aumento de 47 (5.8%).

## Geografia
De acordo com o United States Census Bureau tem uma área de
2,9 km², dos quais 2,9 km² cobertos por terra e 0,0 km² cobertos por água. Moorcroft localiza-se a aproximadamente 1288 m acima do nível do mar.

## Localidades na vizinhança
O diagrama seguinte representa as localidades num raio de 92 km ao redor de Moorcroft.